# Kunsia fronto
Kunsia fronto је врста глодара из породице хрчкова (Cricetidae).

## Распрострањење
Врста је присутна у Аргентини и Бразилу.

## Угроженост
Ова врста се сматра угроженом.